# Souhir Madani
Pour les articles homonymes, voir Madani.
Souhir Madani, née le 29 mars 1985, est une judokate algérienne.

## Carrière
Souhir Madani est médaillée de bronze dans la catégorie des plus de 78 kg ainsi qu'en toutes catégories (open) aux Jeux africains de 2007 à Alger.
Elle obtient la médaille de bronze des Championnats d'Afrique de judo 2008 à Agadir dans la catégorie des moins de 78 kg.